# 少年情事
《少年情事》（英語：J'aime regarder les filles）2011年在法国上映的爱情片。

## 剧情
男孩于连和女孩苏菲的爱情是青梅竹马、两小无猜，但是两人都不敢示爱。苏菲提出分别十年，看于连是否敢伤害她。十年之后，于连请苏菲做自己的伴娘，这真的深深伤害了苏菲。苏菲再次提出分别十年，十年之后，于连拥有了家庭事业和朋友，而苏菲一无所有，更重要的是迷失了自己的心灵。

## 主演
| 演员            | 角色 | 介绍 |
| --------------- | ---- | ---- |
| 皮耶·尼內       | 苏菲 |      |
| 奥黛丽·巴斯蒂安 | 于连 |      |